# Hymenolobium grazielanum
Hymenolobium grazielanum es una especie de planta floral del género Hymenolobium, tribu Dalbergieae, subfamilia, Faboideae.

## Distribución
Se distribuye por el norte de Brasil. Crece en el bioma tropical húmedo.

## Taxonomía
Fue descrita por H.C.Lima y publicada en Acta Amazonica 12: 42 (1982).